# 爱德华堡 (纽约州)
爱德华堡（Fort Edward）是美国纽约州华盛顿县的一个城镇。2011年人口普查的人口为10,205人。 它包含华盛顿县的县城，位于哈得孙福尔斯和爱德华堡村之间4号美国国道沿线的市政中心综合大楼。 1994年建成后，大部分行政办公室都从原县城哈得孙福尔斯迁到了这个地方。 爱德华堡镇是格伦斯福尔斯大都会统计区的一部分。
该镇还有一个名叫爱德华堡的村庄。 两者均位于县西部边界。